# Piotr Krakowczyk
Piotr Krakowczyk herbu Jastrzębiec (ur. ?, zm. 22 grudnia 1422 roku) – polski duchowny rzymskokatolicki, biskup wileński, prepozyt i kanonik wileński.

## Biografia
15 lutego (lub marca) 1415 papież Grzegorz XII prekonizował go biskupem wileńskim. Brak informacji kiedy i od kogo przyjął sakrę biskupią. Urząd biskupa pełnił do śmierci 20 grudnia 1421 lub 22 grudnia 1422.
Jako legat soboru w Konstancji razem z arcybiskupem lwowskim Janem Rzeszowskim kierował misją na Żmudzi, gdzie założyli diecezję żmudzką i kapitułę katedralną.